# Sympycnus nodicornis
Sympycnus nodicornis är en tvåvingeart som beskrevs av Becker 1922. Sympycnus nodicornis ingår i släktet Sympycnus och familjen styltflugor.
Artens utbredningsområde är Taiwan. Inga underarter finns listade i Catalogue of Life.